# Unterlohrgrund
Unterlohrgrund ist ein Gemeindeteil der Gemeinde Heinrichsthal im unterfränkischen Landkreis Aschaffenburg in Bayern.
Die Einöde liegt im Spessart im oberen Tal des Lohrbachs auf 340 m ü. NHN an der Kreisstraße AB 7 zwischen Oberlohrgrund und Heigenbrücken.